# 吉岡忍 (歌手)
吉岡 忍（よしおか しのぶ、1970年12月20日 - ）は、青森県出身の女性歌手である。

## 略歴
1988年頃から、仙台でファッションモデルを始める。1993年にWAVEレーベル／SMEからCOSA（後のCOSA NOSTRA）のボーカルとしてデビューする。1994年に池田聡、中西圭三、伊秩弘将らとユニット「ICE BOX」を結成し、リードボーカルを担当する。
1995年にパイオニアLDCよりシングル「春の風」、アルバム『BREITH（ブレア）』をリリースし、ソロとしてデビューする。1996年には2ndアルバム『water the flower』、1997年には3rdアルバム『Stray Cat』をリリースする。
1998年の「BOY ep」からはピチカート・ファイブの小西康陽がプロデュースを担当した。1999年に4thアルバム『PINUPS』をリリースする。その後活動を休止し、一般企業に勤務していた。
2019年、森永製菓「ICE BOX」の発売30周年を記念して音楽ユニット「ICE BOX」が期間限定で再結成された。

## ディスコグラフィー

### シングル
| リリース日     | タイトル                     | 規格品番  | 備考                                                                 |
| -------------- | ---------------------------- | --------- | -------------------------------------------------------------------- |
| 1995年6月28日  | 春の風/遠い空                | PIDL-1152 |                                                                      |
| 1996年2月21日  | FLOWER/パレード              | PIDL-1166 |                                                                      |
| 1996年6月12日  | いつか逢いたい/星の奇跡      | PIDL-1187 |                                                                      |
| 1996年12月11日 | キスがいい!!/天使になった    | PIDL-1215 |                                                                      |
| 1997年2月26日  | Crescendo/ひとつだけ空いてる | PIDL-1219 |                                                                      |
| 1997年6月25日  | 生きる強さだけあれば/仲直り  | PIDL-1228 |                                                                      |
| 1998年8月26日  | BOY ep                       | PICL-20   | 収録曲：「アイム・ア・ボーイ」「あんなに愛しあっていたふたりなのに」 |
| 1998年12月16日 | 朝と叫びとささやき ep        | PICL-21   | 収録曲：「私の朝は朝帰りの朝」「叫びとささやき」                     |

## タイアップ曲
- FLOWER - フジテレビフラワーセンターTV-CMイメージソング、北海道テレビ『週刊Nanだ!Canだ!』2月テーマ曲
- いつか逢いたい - NHKドラマ銀河『たにんどんぶり』主題歌
- キスがいい!! - 『発掘!あるある大事典』エンディングテーマ[16]
- Crescendo - フジテレビフラワーセンターTV-CMイメージソング[17]
- 生きる強さだけあれば - 八景島シーパラダイスCMイメージソング[18]
- 仲直り - 『なにわ友あれ赤井英和』エンディング・テーマ[18]
- それぞれの夢（2009年） - レオパレス21CMソング

## 出演

### CM
- 森永製菓「ICE BOX」（グループ「ICE BOX」として）

### ラジオ番組
- 吉岡忍どこでもおしゃべり（TOKYO FM系）